# Разумовская, Наталья Викторовна
Ната́лья Ви́кторовна Разумо́вская (род. 18 августа 1975, Москва, РСФСР, СССР) — советская и российская фристайлистка, чемпионка мира по фристайлу. Многократная победительница и призёр этапов Кубка мира. Мастер спорта России международного класса по фристайлу.
До фристайла занималась художественной гимнастикой, спортивное звание - мастер спорта СССР. Также пробовала себя в сноуборде, став призёром первого чемпионата России по сноубордингу. Но в итоге решили сконцентрироваться на лыжном балете. После завершения карьеры, т.е. исключения лыжного балета с международной арены, работала фитнес-тренером. С 2011 тренер-администратор сборной России по фристайлу в дисциплине хафпайп.  Окончила РГАФК (1998).